# Terminator: Destin întunecat
Terminator: Destin întunecat (în engleză Terminator: Dark Fate) este un film SF de acțiune din 2019 regizat de Tim Miller, cu actorii Mackenzie Davis, Arnold Schwarzenegger, Linda Hamilton, Natalia Reyes, Gabriel Luna în rolurile principale. Scenariul este scris de David Goyer, Justin Rhodes și Billy Ray după o povestire de James Cameron, Charles H. Eglee, Josh Friedman, Goyer și  Rhodes. Cameron și  David Ellison sunt producătorii filmului. Este al șaselea film artistic din franciza Terminatorul și o continuare directă a primelor două filme The Terminator (1984) și Terminator 2: Judgment Day (1991), în timp ce Cameron a descris Terminator 3: Rise of the Machines (2003), Terminator Salvation (2009), Terminator Genisys (2015) și serialul TV Terminator: The Sarah Connor Chronicles (2008–2009) ca având într-o cronologie alternativă.
Filmările pentru Terminator: Destin întunecat au avut loc din iunie până în noiembrie 2018 în Ungaria, Spania și Statele Unite. Distribuit de Paramount Pictures în America de Nord, Tencent Pictures în China și 20th Century Fox în alte teritorii, filmul a fost lansat cinematografic în Statele Unite la 1 noiembrie 2019. A avut încasări de 123,6 milioane $.

## Prezentare
În 1998, la trei ani de la evitarea amenințării Skynet, Sarah și John Connor trăiesc în pace, ignorând faptul că Skynet a trimis mai mulți Terminatori înapoi în timp înainte de ștergerea sa. Aceștia sunt în curând atacați de un T-800 Terminator, care îl împușcă mortal pe John înainte de a dispărea.
Douăzeci și doi de ani mai târziu, un Terminator avansat, Rev-9, este trimis înapoi în timp în Mexico City, pentru a o ucide pe Daniella „Dani” Ramos, în timp ce un soldat îmbunătățit cibernetic, Grace, este trimis să o protejeze. Rev-9, deghizat în tatăl ei, se infiltrează în fabrica de asamblare unde lucrează Dani și fratele ei Diego, dar misiunea ei este zădărnicită de Grace, care fuge cu frații Ramos. Rev-9, dezvăluindu-și abilitatea de a se împărți în două cu endoscheletul său cibernetic și de a-și schimba forma exterioară a metalului lichid, merge după ei, ucigându-l pe Diego și le încolțește pe Grace și Dani. Cu toate acestea, Sarah apare și dezactivează temporar Terminatorul cu explozibili.
Dani, Grace și Sarah se acund într-un motel unde Grace se recuperează. Sarah le dezvăluie că le-a găsit pentru că în anii care au trecut de la moartea lui John, ea a primit mesaje misterioase  care detaliau locațiile Terminatorilor care soseau, fiecare mesaj terminându-se cu cuvintele: „Pentru John”. Grace observă că nici Skynet și nici John nu mai există în linia ei alternativă de timp. În schimb, umanitatea este amenințată de o altă inteligență artificială denumită Legiune, concepută pentru război cibernetic. Legiunea a controlat serverele la nivel mondial și, în disperare, umanitatea a încercat s-o neutralizeze cu dispozitive nucleare, rezultând un holocaust nuclear și inteligența artificială a construit o rețea globală de mașini pentru exterminarea supraviețuitorilor umani.
Grace urmărește mesajele lui Sarah către Laredo, Texas, în timp ce scapă de Rev-9 și de autorități. Ajungând la sursă, descoperă Terminatorul T-800 care l-a ucis pe John. Încadrat într-o cronologie modificată și rămas fără scop după ce și-a îndeplinit obiectivul, T-800 a început să învețe de la umanitate și, în cele din urmă, și-a dezvoltat o conștiință, luând numele de „Carl” și adoptând o familie umană. Aflând cum propriile sale acțiuni au afectat-o pe Sarah și fiind capabil să detecteze și să anticipeze Terminatorii care sosesc, a decis să îi trimită mesaje pentru a-și oferi un scop de îndeplinit. Carl își ia  rămas bun de la familia sa adoptivă și le spune să fugă, anticipând că Rev-9 va sosi în zonă. Sarah este de acord cu reticență să lucreze împreună cu T-800 pentru binele lui Dani. Apoi, grupul face un plan de a-l prinde în ambuscadă și de a-l distruge pe Rev-9, iar Dani este învățată tactic să folosească arme de foc.
Pentru a-și îndeplini planul, grupul obține un EMP (armă cu impuls electromagnetic) de la un maior care este o cunoștință de-a lui Sarah. Rev-9 îi urmărește, forțându-i să fure un Lockheed C-5 Galaxy pentru a scăpa, iar EMP-ul este distrus în schimbul de focuri. În timpul zborului, Grace dezvăluie că Dani este viitorul comandant al Rezistenței, precum și cea care a salvat-o pe Grace, iar Sarah și Carl își dau seama că sunt sortiți ca să se întâlnească cu Grace și Dani. Rev-9 ajunge în avionul lor folosind un McDonnell Douglas KC-10 Extender, forțând grupul să sară din avion într-un râu de lângă o hidrocentrală.
Răniți, membrii grupului încercă să reziste în interiorul hidrocentralei. În bătălia care a urmat, Carl și Grace îl aruncă pe Rev-9 într-o turbină rotativă și-i distrug exteriorul lichid, provocând o explozie. Această explozie scoate din luptă cea mai mare parte a grupului și o rănește mortal pe Grace. Înainte de a muri, Grace îi spune lui Dani să-i folosească sursa de putere pentru a distruge endoscheletul deteriorat al lui Rev-9. Rev-9 o prinde, dar Carl o scapă și îl reține, permițându-i lui Dani să-l străpungă cu sursa de energie a lui Grace. Carl se aruncă împreună cu Rev-9 peste o terasă și îi spune lui Sarah: „Pentru John”, chiar înainte de a exploda nucleul sursei de energie, explozie care îi distruge pe amândoi.
Ceva mai târziu, Dani și Sarah o supraveghează pe tânăra Grace într-un parc, prima hotărâtă să evite moartea lui Grace. Cele două pleacă, în timp ce Sarah îi spune lui Dani că trebuie să se pregătească pentru viitor.

## Distribuție
- Linda Hamilton ca Sarah Connor, mama lui John Connor, fostul viitor lider al rezistenței umane în războiul împotriva mașinilor (Skynet)[12]
- Arnold Schwarzenegger ca  Terminator T-800 (Model 101) / "Carl", un Terminator îmbătrânit construit de Skynet și unul dintre mai mulți trimiși în timp pentru a-l ucide pe John Connor[13] După ce și-a încheiat misiunea, aceea de a-l ucide pe John, a obținut autonomie față de programarea sa inițială și s-a integrat în societatea umană; mutându-se în Laredo, Texas, căsătorindu-se cu o femeie și crescând un fiu vitreg.[14]
  - Brett Azar ca dublură a corpului tânărului T-800, în timp ce au fost folosite imagini generate de computer pentru a recrea asemănarea facială a lui Schwarzenegger din anii 1990 în scena de deschidere. Azar a avut un rol similar în Terminator Genisys.[15]
- Mackenzie Davis ca Grace, un soldat din anul 2042 de care a avut grijă comandantul Rezistenței Daniella Ramos atunci când Grace era doar o adolescentă.[16]
  - Stephanie Gil ca Grace, copil[17]
- Natalia Reyes ca Daniella "Dani" Ramos, o tânără care este ținta  noului prototip avansat Terminator  Rev-9[18][19]
- Gabriel Luna ca Terminator Rev-9, un prototip avansat de Terminator, care este parte a Legiunii și a fost trimis înapoi în timp pentru a o ucide pe Dani[20]
- Diego Boneta ca Diego Ramos,[21] fratele mai mic al lui Dani[19]
- Tristán Ulloa ca Felipe Gandal, unchiul lui Dani și un traficant de graniță.
- Alicia Borrachero ca Alicia, soția lui Carl[22]
- Manuel Pacific ca Mateo, fiul vitreg al lui Carl[23]
- Enrique Arce[24]
- Enrique Arce ca domnul Ramos, tatăl lui Dani și al lui Diego.
- Fraser James ca Dean, un ofițer de informații al Forțelor Aeriene al Statelor Unite și o cunoștință a lui Sarah.
- Tom Hopper ca William Hardell, ofițerul comandant al lui Grace în Rezistență[25]
- Steven Cree ca Rigby[25]
- Stuart McQuarrie în rolul lui Craig, șeful de la lucru al lui Dani și al lui Diego.
- Jude Collie ca dublură a corpului tânărului John Connor, în timp ce au fost folosite imagini generate de computer pentru a recrea asemănarea facială a lui Edward Furlong din anii 1990 în scena de deschidere.[26][27][28][29][30] Aaron Kunitz a interpretat vocea tânărului John. Furlong este creditat ca „referința lui John Connor”.[31][32]

Supraveghetorul de efecte speciale, Neil Corbould, are o apariție cameo, ca un bărbat care face un grătar în grădină în momentul în care apare Rev-9.

## Producție
Producția a fost programată inițial să înceapă în martie, dar au fost întârzieri din cauza castingului. S-a stabilit ca filmările să înceapă în mai, cu finalizarea lor în noiembrie, cu filmările programate din iunie până în noiembrie 2018 în Ungaria, Spania, Mexic și Regatul Unit. În aprilie 2018, lansarea filmului a fost lansată pentru noiembrie 2019. Filmările au început la 4 iunie 2018, sub titlul de lucru Terminator 6: Phoenix, în Isleta del Moro, Almería, Spania. În prima zi de filmare a fost realizată scena de deschidere cu personajele T-800, Sarah Connor și John Connor, fiecare personaj fiind portretizat de o dublură a corpului.

## Legături externe
- Site web oficial
- Terminator: Destin întunecat la Allmovie
- Terminator: Destin întunecat la Box Office Mojo
- Terminator: Dark Fate la Internet Movie Database
- Terminator: Destin întunecat la Metacritic
- Terminator: Destin întunecat la Rotten Tomatoes